# Толкачёва, Мария Юрьевна
Мария Юрьевна Толкачёва (род. 8 августа 1997, Жуковский, Московская область) — российская гимнастка, одиннадцатикратная чемпионка мира, пятикратная чемпионка Европы, трёхкратная чемпионка Европейских игр, олимпийская чемпионка (2016) в групповых упражнениях. Заслуженный мастер спорта.

## Карьера
Мария Толкачёва родилась 8 августа 1997 года в Орехово-Зуево Московской области. Художественной гимнастикой начала заниматься в спортивной школе Орехово-Зуево у Крыловой Валентины Александровны. В 2007 году перевелась в СДЮШОР «Метеор» г. Жуковского к тренеру Татьяне Головиной. С 2012 года занимается у Анны Дьяченко в Центре олимпийской подготовки.
В 2014 году Мария Толкачёва стала чемпионкой Европы и мира в групповых упражнениях.
В 2015 году Мария стала двукратной чемпионкой на I Европейских играх 2015, затем выиграла две золотые и одну серебряную медали на чемпионате мира в Штутгарте, попутно получив лицензию на участие в Олимпийских играх 2016 года в Рио-де-Жанейро.
В 2016 году победила на чемпионате Европы в Холоне, а также стала олимпийской чемпионкой, выступив в Рио-де-Жанейро в групповом многоборье (вместе с Верой Бирюковой, Анастасией Близнюк, Анастасией Максимовой и Анастасией Татаревой).
В 2017 году на чемпионате мира в Пезаро в составе обновлённой команды (Анастасия Близнюк, Мария Кравцова, Евгения Леванова, Ксения Полякова, Анастасия Татарева, Мария Толкачёва) выиграла две золотые медали (многоборье и упражнение с тремя мячами/двумя скакалками) и одну серебряную (упражнение с пятью обручами).

## Награды
- Орден Дружбы (25 августа 2016 года) — за высокие спортивные достижения на Играх XXXI Олимпиады 2016 года в городе Рио-де-Жанейро (Бразилия), проявленные волю к победе и целеустремлённость[2].